# Analavory (Vatovavy-Fitovinany)
Analavory is een plaats en gemeente in Madagaskar gelegen in het district Manakara van de regio Vatovavy-Fitovinany. Er woonden bij de volkstelling in 2001 ongeveer 6000 mensen.
In de plaats is basisonderwijs beschikbaar en er vindt op industriële schaal mijnbouw plaats. 98% van de bevolking is landbouwer. Het belangrijkste gewas is koffie en rijst, maar er wordt ook kruidnagel en cassave verbouwd. 2% van de bevolking is werkzaam in de dienstensector.